# Hampen (parochie)
Hampen (tot 2010: Hampen Kirkedistrikt)  is een parochie van de Deense Volkskerk in de Deense gemeente Ikast-Brande. De parochie maakt deel uit van het bisdom Viborg en telt 600 kerkleden op een bevolking van 600 (2004).
Hampen werd in 1957 gesticht als kirkedistrikt in de parochie Nørre Snede. Als zodanig was het tot 1970 deel van Vrads Herred. In dat jaar werd het gebied opgenomen in de nieuwe gemeente Nørre Snede. Deze ging in 2007 op in de fusiegemeente Ikast-Brande.
Na het afschaffen van de kirkedistrikten in 2010 werd Hampen een zelfstandige parochie. De eigen kerk werd voltooid in 1957.